# Save Rock and Roll
Save Rock and Roll é o quinto álbum de estúdio da banda americana de pop punk Fall Out Boy. Foi o primeiro trabalho de estúdio após seu hiato de quatro anos. O álbum foi gravado em segredo em 2012, depois de várias tentativas de reforma, e após a conclusão, foi anunciado em 4 de fevereiro de 2013. A obra foi lançada em 12 de Abril de 2013 pela gravadora Island Records. É um álbum visual, o que significa que todas as suas músicas possuem um videoclipe contando uma história linear divida em capitulos em cada video, resultando em uma história de 50 minutos batizada de "Save Rock and Roll: The Young Blood Chronicles". Em 30 de setembro de 2013, foi anunciado ainda um relançamento do álbum com o EP "PAX AM Days", que contem 8 músicas e resultam de apenas dois dias em estúdio com o compositor Ryan Adams. A sonoridade desse EP é um pouco diferente da do CD, pois soa mais punk e mais "caseiro". O álbum conta, também, com a ilustre participação de Elton John, que marca grande crescimento da banda.

## Faixas do CD
| #   | Título                                                   | Duração |
| --- | -------------------------------------------------------- | ------- |
| 1.  | "The Phoenix"                                            | 4:04    |
| 2.  | "My Songs Know What You Did in the Dark (Light ‘Em Up) " | 3:06    |
| 3.  | "Alone Together"                                         | 3:23    |
| 4.  | "Where Did the Party Go"                                 | 4:03    |
| 5.  | "Just One Yesterday" (feat. Foxes)                       | 4:04    |
| 6.  | "The Mighty Fall" (feat. Big Sean)                       | 3:32    |
| 7.  | "Miss Missing You"                                       | 3:30    |
| 8.  | "Death Valley"                                           | 3:46    |
| 9.  | "Young Volcanoes"                                        | 3:24    |
| 10. | "Rat a Tat" (feat. Courtney Love)                        | 4:02    |
| 11. | "Save Rock and Roll (feat. Elton John)"                  | 4:41    |

## Paradas musicais
| Paradas (2013)                 | Melhor posição |
| ------------------------------ | -------------- |
| Austrália (ARIA Charts)        | 2              |
| Brasil (CD - TOP 20 Semanal)   | 2              |
| Irlanda (IRMA)                 | 4              |
| Reino Unido (UK Albums Chart)  | 2              |
| Estados Unidos (Billboard 200) | 1              |